# باشگاه فوتبال ابها
باشگاه فوتبال ابها (عربی: نادی ابها) یک باشگاه فوتبال مستقر در عربستان سعودی است که در شهر ابها واقع شده‌است. این باشگاه در سال ۱۹۶۶ تأسیس شده است.

## بازیکنان برجسته فعلی
- چیپریان تاتاروشانو
- گژگوژ کریهوویاک
- کارل توکو اکامبی